# 周赤萍
周赤萍（1914年—1990年8月6日），江西宜春县人，中国人民解放军开国中将。原名邹迪，红军时期作战重伤昏迷时被接诊人员误登记为“周”，为坚定革命到底决心改名为周赤。

## 生平
出身于贫苦山民家庭。只读过三年私塾。15岁时参加农民赤卫队。1931年参加红四军。几次战斗后表现优秀当上了班长。1932年加入中国共产党。1933年升任连队指导员。1933年10月入中国工农红军学校学习。毕业后任红三军团第16团政治委员，此时可以独立撰写讲话报告，年仅20岁。参加长征途中部队缩编，担任营教导员。到陕北后又任团政委。
抗日战争时期，1937年9月入抗大三期学习。1937年底赴山东，任山东纵队第四支队政治部主任，统战时“周赤”这个名字革命色彩过强，遂改名周赤萍，其中“萍”在家乡话中与“贫”同音，以铭记出身赤贫。后任鲁中军区政治部主任，山东军区第三师政治委员。
抗战胜利后，随部队赴东北，调任万毅的八路军东北挺进纵队副政委、1946年1月任东北民主联军万毅的第七纵队政治委员、辽北军区政委兼辽北省分委书记。组建一纵时任副政委。1946年8月参加东北局扩大会议，对东北战局走向的发言与林彪不谋而合，从而被林彪注意到。1947年8月组建十纵队时调任政委。十纵二十八师是359旅沿革而来的老红军部队，有一段时间没有打好仗。1948年4月东野军政干部会议后，林彪专门找周赤萍谈二十八师的整训问题，从晚上十一点谈到下一点，说“打仗就是打政治，一个没有政治的部队是打不好仗的”。林彪提出的二十八师整训具体办法就通过阶级教育，充分发动群众，开展批评与自我批评，围绕着几次没有打好的仗，彻底揭发部队的问题，让每个干部和战士都和部队的缺点见面，让群众出主意想办法，提出改正缺点的意见。二十八师按照林彪的指示部署，在开原整训一个月。1948年11月任47军政治委员，1949年兼湘西区党委书记、湘西军区政治委员。主持湘西剿匪。当时湘西行政区22县有10万土匪，上级要求三年内肃清。
由于湘西剿匪仅用一年另两个月就迅速彻底完成，1950年底第47军北上东北边境备战入朝，周赤萍调任东北军区空军政治委员兼中国人民志愿军空军政委。1955年被授予中将军衔。1955年后任沈阳军区空军政委、后任沈阳军区空军司令员。在文化教员教学下用4年时间学会高中数理化。1958年初入中国人民解放军军事学院学习。1958年5月至7月参加军委扩大会议，提交书面发言并张贴大字报《为虎添翼》，根据朝鲜战争空中交战的经验教训，主张现代战争条件下发展高技术兵种，进一步发展空海军，大力发展核武器。遭到过去老战友们的批评：你当了两天空军，对陆军就这样忘本？周赤萍凭借有一定数理化知识，就此提出转业到地方搞建设。1958年10月转业任中共云南省委书记处书记、分管工业，行政六级。至1959年出版的《红旗飘飘》丛书中，众多将帅都发表了文章，但林彪却没有写。周赤萍对秘书、妻子说：林彪是军事家，现在出来担任国防部长了，我跟林彪打仗、接触主要是在东北，我想把对他的了解、对他的战略思想的一些认识写一篇文章出来。1959年11月，周赤萍将以前在沈空的秘书此时在云南省委理论刊物当编辑的李文辉借调过来帮他起草东北解放战争的回忆文章，用时十来天。此后，周赤萍自己花一个月时间定稿，此即《东北解放战争时期的林彪同志》，然后送四野主要领导罗荣桓、谭政、刘亚楼三人审阅。罗荣桓把文中的小标题“神机妙算的指挥”改为“英明果断的指挥”。该文1960年4月下半月发表在《中国青年》杂志1960年第8期。该文随后又发表在《红旗飘飘》丛书，与梁兴初的《黑山阻击战》前后并列。由于医生诊断周赤萍的心脏功能不适应云南高原，1964年调回北京任中华人民共和国冶金部副部长。文革初期作为工作组副组长派驻清华大学，组长叶林。很快，决定派遣工作组的刘少奇、北京市委受到冲击，工作组撤回解散，周赤萍也“靠边站”两年内无工作。中共九大当选中央委员。1969年夏季被任福州军区政治委员兼福建省委第二书记。在福建工作期间，由于心脏问题，两次长时间住院治疗。1971年初正在华东医院住院。当时福建新华书店刚刚恢复工作，看到国家外文局日文版《人民中国》1970年第1至第3期刊登了《东北解放战争时期的林彪同志》，就从国家外文局要来了中文稿，并派人向在华东医院住院的福建省委第二书记周赤萍请示。周赤萍表示很为难，如果说不印，莫非是对“林总”的态度有变化？如果说印行，作者就是他本人，如何能批复？最后答复说：现在林副主席的地位和当初写这个小册子时不一样了，周本人正在住院治疗，这件事不好表态，你还是回福州按程序请示。
九一三事件后，中央文件称，周赤萍1960年4月发表在《中国青年》杂志上的《东北解放战争时期的林彪同志》在1971年1月由福建新华书店重印发行几十万册，是周为了配合林彪篡党夺权，认定周赤萍为林彪的死党，当即被免职，隔离审查至1981年。该文第一稿的执笔人李文辉一直在云南省工作，未随周赤萍去冶金部、福州军区工作，所以未因这篇文章被牵连。
1982年3月，中国人民解放军军事检察院对周赤萍案免予起诉。退出现役，保留党籍，按地师级待遇在福州安置。1990年在福州逝世。

## 家人
妻子：蒙进霞，川东师范学生，参军在47军当军医。在朝鲜与周赤萍结婚。

## 相關著作
- 《被围十八天》，1957年写的山东抗战回忆。
- 《东北解放战争时期的林彪同志》原载《中国青年》1960年第8期，1971年福建出版
- 《湘西剿匪记》（剿匪回忆录）1962年云南人民出版社
- 《擒魔记》（长篇剿匪回忆录）1962年云南人民出版社
- 《二十年征程》一九三○年初至一九五一年春:革命回忆录，1962年云南人民出版社
- 《春花赞》(诗集) 1962年云南人民出版社